# Mistrzostwa Europy w Podnoszeniu Ciężarów 1909 (2)
Mistrzostwa Europy w Podnoszeniu Ciężarów 1909 (2) – 13. edycja mistrzostw Europy w podnoszeniu ciężarów, która odbyła się między 1 a 2 sierpnia 1909 w Dreźnie (Cesarstwo Niemieckie ). Startowali tylko mężczyźni w 4 kategoriach wagowych.

## Medaliści
| Kategoria: | Złoto:          | Wynik    | Srebro:         | Wynik  | Brąz:         | Wynik    |
| 62,5 kg    | Moritz Becker   | 257,5 kg | Max Seyfert     | 247 kg | / Adolf Welz  | 242 kg   |
| 70 kg      | Rudolf Gross    | 270,5 kg | Max Kempe       | 256 kg | Kurt Dininger | 254 kg   |
| 80 kg      | Hans Abraham    | 305 kg   | Eugen Kirchner  | 269 kg | Karl Janger   | 257,5 kg |
| + 80 kg    | Wilhelm Rössner | 302 kg   | Peter Hemnitzer | 291 kg | Johann Lehmer | 288 kg   |

## Klasyfikacja medalowa
| Miejsce | Reprezentacja                    | Złoto | Srebro | Brąz | Razem |
| 1.      | Cesarstwo Niemieckie             | 4     | 4      | 3    | 11    |
| 2.      | / Austro-Węgry/Cesarstwo Austrii | 0     | 0      | 1    | 1     |